# Hyperfunktion (Medizin)
Als Hyperfunktion wird in der Medizin eine gesteigerte Tätigkeit eines Organs bezeichnet, also eine Überfunktion, d. h. eine Ausprägung oder ein Wert oberhalb des Normwerts.
Gegensatz ist die Hypofunktion.
Beispiele hierfür sind:
- Arterielle Hypertonie: erhöhter Blutdruck
- in der Schilddrüse: Marine-Lenhart-Syndrom, Hyperthyreose beim Menschen, Hyperthyreose bei Hauskatzen
- in der Nebennierenrinde: Cushing-Syndrom beim Menschen, Equines Cushing-Syndrom beim Pferd